# TV Clube (Ribeirão Preto)
TV Clube é uma emissora de televisão brasileira sediada em Ribeirão Preto, cidade do estado de São Paulo. Opera no canal 9 (16 UHF digital), e é afiliada à Band. Pertencente ao Sistema Clube de Comunicação, cobre 82 municípios do interior paulista, além de possuir uma sucursal em São Carlos, inaugurada em 2013. Seus estúdios localizam-se no Jardim Sumaré, e sua antena de transmissão está no bairro Vila Monte Alegre.
Em 1987, os empresários do Sistema Clube obtiveram a concessão de um canal de televisão. Em maio de 1988, entrou no ar a TV Clube, inicialmente retransmitindo a programação da TV Manchete, para depois filiar-se à Rede Bandeirantes de Televisão.
Em 4 de maio de 2022, faleceu seu fundador José Inácio Gennari Pizani.

## Sinal digital
| Canal virtual | Canal digital | Resolução de tela | Programação                              |
| ------------- | ------------- | ----------------- | ---------------------------------------- |
| 9.1           | 16 UHF        | 1080i             | Programação principal da TV Clube / Band |

A TV Clube começou suas transmissões digitais em março de 2010, pelo canal 16 UHF, sendo uma das primeiras afiliadas da Band no interior paulista a transmitir seu sinal em alta definição.
Transição para o sinal digital
Com base no decreto federal de transição das emissoras de TV brasileiras do sinal analógico para o digital, a TV Clube, bem como as outras emissoras de Ribeirão Preto, cessou suas transmissões pelo canal 17 UHF em 21 de fevereiro de 2018, seguindo o cronograma oficial da ANATEL.

## Prêmios
Prêmio Vladimir Herzog
| Ano  | Categoria                     | Obra                      | Autor      | Resultado | Ref.  |
| ---- | ----------------------------- | ------------------------- | ---------- | --------- | ----- |
| 2010 | Menção Honrosa por Fotografia | "Série Sertão Nordestino" | Kaká Trovo | Venceu    | [ 8 ] |